# جان بيار دولياني
جان بيار دولياني (بالفرنسية: Jean-Pierre Dogliani)‏ هو لاعب كرة قدم ومدرب كرة قدم فرنسي في مركز الوسط، ولد في 17 أكتوبر 1942 في مارسيليا في فرنسا، وتوفي في 17 أبريل 2003 في Fourqueux ‏ في فرنسا. شارك مع منتخب فرنسا تحت 21 سنة لكرة القدم ومنتخب فرنسا لكرة القدم. أما مع النوادي، فقد لعب مع أولمبيك مارسيليا وباريس سان جيرمان ونادي أنجيه ونادي باستيا ونادي موناكو.

## وصلات خارجية
- جان بيار دولياني على موقع قاعدة بيانات كرة القدم.إي يو (الإنجليزية)
- جان بيار دولياني على موقع ليكيب (الفرنسية)
- جان بيار دولياني على موقع ناشيونال فوتبول تيمز (الإنجليزية)
- جان بيار دولياني على موقع عالم كرة القدم.نت (الإنجليزية)